# Christopher Toohey
Christopher Henry Toohey (ur. 19 kwietnia 1952 w Sydney) – australijski duchowny rzymskokatolicki, w latach 2001-2009 biskup diecezjalny Wilcannia-Forbes.

## Życiorys
Święcenia kapłańskie przyjął 21 sierpnia 1982 w swojej rodzinnej archidiecezji Sydney. Udzielił mu ich ówczesny arcybiskup metropolita Sydney, kardynał James Darcy Freeman. Po stażu duszpasterskim w Cabramatta, Revesby i Lane Cove został wysłany na studia teologiczne do Rzymu, które ukończył w 1992 z tytułem licencjata na Papieskim Uniwersytecie Gregoriańskim. Po powrocie do kraju został wikariuszem w Penshurst, zaś w 1995 otrzymał funkcję dyrektora archidiecezjalnego Centrum Edukacji Dorosłych.
9 lipca 2001 papież Jan Paweł II powołał go na urząd ordynariusza diecezji Wilcannia-Forbes. Sakry udzielił mu 30 sierpnia 2001 abp George Pell, późniejszy kardynał. 9 czerwca 2009 bp Toohey zrezygnował z zajmowanego stanowiska i w wieku 57 lat przeszedł na wcześniejszą emeryturę, na której pozostaje do dziś.